# ماتي كروشيتش
ماتي كروشيتش (بالسلوفينية: Matej Krušič)‏ مواليد 7 مايو 1987 في تسليه، جمهورية يوغوسلافيا الاشتراكية الاتحادية، هو لاعب كرة سلة سلوفيني. بدأ مسيرته الاحترافية في سنة 2004. يلعب مع زلاتوروج لاشكو في الدوري السلوفيني لكرة السلة كلاعب وسط.

## المسيرة الاحترافية
لعب مع شينتجور من سنة 2004 إلى 2007، ثم لعب مع دومدجالي من سنة 2007 إلى 2009، ثم لعب مع سلوفان من سنة 2009 إلى 2011، ثم لعب مع أريس في موسم 2011–2012، ثم لعب مع بيناس ويسكا في الدوري الإسباني في موسم 2012–2013، ثم لعب مع براها في موسم 2014–2015، ثم لعب مع زلاتوروج لاشكو في سنة 2015.

## روابط خارجية
- ماتي كروشيتش على موقع الاتحاد الدولي لكرة السلة (الإنجليزية)
- ماتي كروشيتش على موقع كرة السلة الأوروبية.كوم (الإنجليزية)
- ماتي كروشيتش على موقع ريلجم (الإنجليزية)
- ماتي كروشيتش على موقع بروبوليرز (الإنجليزية)
- ماتي كروشيتش على موقع سبورتس رفرنس (الإنجليزية)